# Dioxyomus longiceps
Dioxyomus longiceps är en insektsart som först beskrevs av Lethierry 1881.  Dioxyomus longiceps ingår i släktet Dioxyomus och familjen Tropiduchidae. Inga underarter finns listade i Catalogue of Life.